# Amt Banz

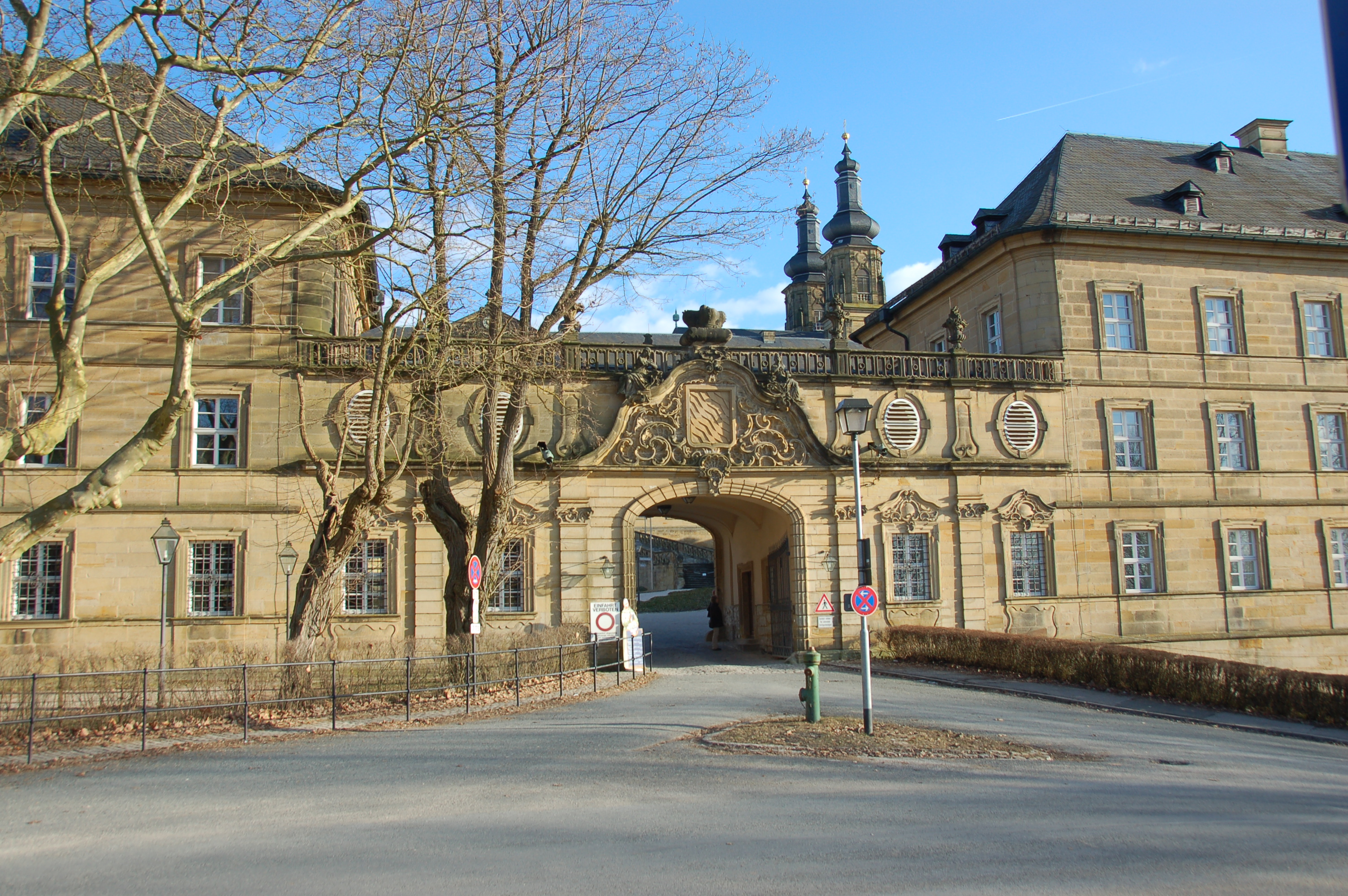
Kloster Banz, Eingangsportal

Das Amt Banz war ein Amt des Klosters Banz unter Oberhoheit des Hochstifts Bamberg.

## Geschichte
Das Kloster Banz war durch Schenkungen und Erwerb in den Besitz einer Reihe von Orte, Zenten und anderen Rechten gekommen. Dies waren über 27 Ortschaften im Sächsischen (überwiegend in Sachsen-Coburg), die im Amt Buch am Forst verwaltet wurden und das Amt Banz im Bambergischen. Die Oberhoheit über das Kloster und seine Ämter war jahrhundertelang umstritten. 1568 hatte sich das Kloster aus Sachsen-Coburger Schutz frei gekauft, bereits 1566 hatte das Hochstift Würzburg in einem Vergleich die Oberhoheit des Hochstifts Bamberg anerkannt. Kirchlich gehörte es hingegen zur Diözese Würzburg. Das Kloster Banz wurde im Dreißigjährigen Krieg zerstört und wieder aufgebaut. Es nahm in der Folge auch die Hohe Gerichtsbarkeit in seinen Ämtern wahr und stellte damit die Bamberger Oberhoheit in Frage. In einem Rezess 1738 einigten sich Würzburg und Bamberg darauf, die Bamberger Oberhoheit wieder vollständig herzustellen. Die Hohe Gerichtsbarkeit wurde nur durch das Bambergische Amt Lichtenfels wahrgenommen. Die Niedere Gerichtsbarkeit und die Steuererhebung wurde durch das Amt Banz durchgeführt. Dieses führte die Landesherrlichen Steuern dann nach Bamberg ab. Das Subsidium Charitativum wurde hingegen nach Würzburg abgeliefert.
Die wirtschaftliche Bedeutung des Amtes für das Hochstift Bamberg war relativ gering, es wurde daher als Amt I. Klasse (von 5) geführt. Die Steuererträge des Steueramtes betrugen im Schnitt in der Amtszeit von Peter Philipp von Dernbach (1672–1683) 951 und in der Amtszeit von Marquard Sebastian Schenk von Stauffenberg (1683–1693) 1282 fränkische Gulden pro Jahr.

## Auflösung
Seit dem Frieden von Lunéville 1801 war klar, dass Kurpfalz-Bayern als Entschädigung für den Verlust der linksrheinischen Pfalz zusätzliche Gebiete durch die Säkularisation geistlicher und zum Teil auch Mediatisierung kleinerer weltlicher Territorien erhalten würde. Die nachfolgenden Verhandlungen einigte man sich darauf, dass das Hochstift Bamberg an Bayern fallen sollte. Dies wurde mit der „Zivilokkupation“ vom 29. November 1802 umgesetzt und mit dem Reichsdeputationshauptschluss gebilligt. Fürstbischof Christoph Franz von Buseck wurde als weltliches Oberhaupt abgesetzt, blieb aber kirchlich Bischof. Die Bamberger Beamten wurden auf Kurfürst Max Joseph vereidigt, die direkten Besitzungen des Fürstbischofs wurden Staatseigentum. Am 17. Februar 1803 wurde auch das Kloster Banz aufgehoben und dessen Amt wurden staatlich.
Nach der Säkularisation wurde per Reskript vom 24. Oktober 1803 mit Wirkung vom 11. November 1803 das Landrichteramt Banz eingerichtet.

## Umfang
Das Amt Banz bestand am Ende des Heiligen Römischen Reiches aus dem Kloster Banz und Altenbanz, Draisdorf, Gleusen, Gnellenroth, Haussen, Hainach, Herreth, Kösten, Lohhof, Nedensdorf, Neuhof, Püchitz, Schleifenhan, Schney, Schönsreuth, Stadel, Stetten, Tiefenroth, Unnersdorf, Unterau, Weingarten und Zilgendorf.
Das Amt Buch am Forst bestand aus:
Buch am Forst, Buchenroth, Blatterndorf, Effelder, Friesendorf, Fürth am Berg, Großgarnstadt, Großheirath, Grub am Forst, Heubisch, Ketschendorf, Kleingarnstadt, Krumpen, Mupperg, Mocker, Rauenstein, Roth am Forst, Rossach, Schönau, Schottenstein, Sonnenberg, Stöppach, Theuern, Unterasungen, Welchendorf und Werlsdorf.